# Everybody Else Is Doing It, So Why Can't We?
Everybody Else Is Doing It, So Why Can't We? —en españolː Todos lo están haciendo, ¿por qué nosotros no?— es el primer álbum de estudio de la banda de rock irlandesa The Cranberries, publicado bajo el alero de Island Records en marzo de 1993, siendo su primera grabación para una compañía discográfica multinacional tras haber editado una serie de EPs y demos entre 1990 y 1991.
La placa fue grabada con un presupuesto limitado entre 1992 y 1993 en los famosos estudios Windmill Lane en Dublín y fue producido por Stephen Street.
Pese a la gran expectativa por el lanzamiento del disco tras su publicación, tanto este como los sencillos resultaron en rotundo fracaso, pero, tras una inesperada y exitosa gira por Estados Unidos los sencillos fueron relanzados y junto con el álbum alcanzaron un enorme éxito comercial.
Dos canciones vieron la luz para promocionar el álbum: «Dreams» y «Linger»; este último gozaría de un gran éxito llegando al número ocho en el Billboard Hot 100 y se convertiría en un enorme hit de la década de 1990. «Linger» fue el principal responsable de que el disco llegase al número uno en la lista de álbumes del Reino Unido y que fuese certificado como quíntuple disco de platino en Estados Unidos. Hasta la fecha Everybody Else Is Doing It, So Why Can't We? es el segundo álbum más exitoso comercialmente en la carrera de The Cranberries.

## Historia
Tras formarse en 1989 bajo el nombre The Cranberry Saw Us, la banda publicaría un demo EP llamado Anything a principios de 1990 el que fue grabado en los Estudios Xeric en Limerick y editado por Xeric Records, material que produjo Pearse Gilmore quien además era dueño de aquellos estudios. Anything contó con la participación del Niall Quinn, el vocalista original de grupo. Poco después del lanzamiento Quinn decidió dejar a la agrupación en buenos términos ya que quería regresar con su anterior banda. Pese a la inesperada partida de Quinn los tres músicos restantes decidieron continuar con el proyecto, haciendo la transición a un grupo instrumental durante varios meses en donde continuaron mejorando las ideas y las estructuras de las canciones. Al poco tiempo y mediante una audición, reclutaron a una joven Dolores O'Riordan de 18 años. Impresionados con su voz decidieron darle el puesto de vocalista, tras lo cual Noel Hogan le dio un demo en casete, el que constaba de cuatro acordes simples de sonidos de guitarra indie-jangle. O’Riordan se marchó con la cinta de Hogan y comenzó a escribir letras y superponer melodías que apuntalarían el material futuro del grupo. A la semana siguiente regresó con una versión primigenia de «Linger», la canción que los catapultaría a la fama.
Posterior a la incorporación de O'Riordan publicaron otros dos demos EP durante 1990 bajo la etiqueta de Xeric Records, todos producidos por Gilmore: Water Circle y Nothing Left At All. La primera versión grabada «Linger» fue incluida por primera vez en Water Circle, que fue distribuido como demo en las principales compañías discográficas británicas; gracias a «Linger»  el material ganó la atención tanto de la prensa británica como de la industria discográfica. Inicialmente Geoff Travis, fundador de Rough Trade, se mostró interesado dando su aprobación y pese a que no firmaron con Rough Trade el demo ya había calado con fuerza en las multinacionales. El 18 de abril de 1991 el grupo realizó un espectáculo decisivo en su ciudad natal en el Jetland Center como parte de la Semana RAG de la Universidad de Limerick ante 1400 estudiantes. Asistieron el productor discográfico Denny Cordell de Island y otros treinta y dos hombres de A&R que volaron desde Londres. Al poco tiempo y tras cambiar su nombre oficialmente a The Cranberries, realizaron su primera gira por el Reino Unido como teloneros de la banda británica Moose en el transcurso de tres semanas, mientras tanto la guerra de ofertas entre los principales sellos ya estaba desatada, recibiendo propuestas de Virgin, EMI, Imago, CBS, Warner y Island. Finalmente y gracias a Denny Cordell, decidieron fichar con Island, firmando un contrato de seis cifras con la multinacional.

## Grabación y producción
Luego de firmar el contrato, se llevaron a cabo sesiones preliminares con Pearse Gilmore quien era el mánager de la banda y el que  nuevamente estaba ejerciendo como productor, dando por resultado el EP  Uncertain, editado por Island bajo el nombre de Xeric Records. La banda sonaba incómoda en la grabación, lo que provocó malas críticas en la prensa además de tensiones entre el grupo y Gilmore, ya que este en un gesto incoherente hizo varias modificaciones a los cortes preliminares del EP. Pronto comenzaron a tener diferencias creativas; la visión musical de Gilmore era diametralmente opuesta a la de los miembros de la banda, este quería llevarlos hacia el sonido shoegaze debido a que era lo que en ese entonces sonaba con fuerza, pero el resto del grupo no estuvo de acuerdo. Además, antes de comenzar a grabar su debut en 1992, The Cranberries descubrieron que Gilmore había firmado un acuerdo secreto con Island para mejorar sus estudios. Las tensiones se hicieron tan grandes que el grupo rompió todas las relaciones con él, contratando a Geoff Travis de Rough Trade como su nuevo representante y solicitándole a Island que reclutase a Stephen Street como productor; había trabajado con The Smiths, conjunto al que admiraban y habían quedado fascinados con el trabajo que Street había hecho con ellos al producirlos.
Tras escuchar un casete de demos de la banda, Street me mostró interesado y aceptó la propuesta, reuniéndose con el grupo para comenzar las grabaciones iniciales de Everybody Eslse Is Doing It, So Why Can't We? Al ser una agrupación relativamente nueva y desconocida el sello les entregó un presupuesto limitado por lo que en un principio el registro se realizó en estudio Windmill 2, algo más pequeño que el famoso Windmill Lane. El lugar estaba siendo ocupado por Def Leppard, pero para suerte de Street y la banda las fechas coincidieron con la partida de Leppard, pudiendo utilizar las instalaciones sin problema. Tras finalizar las sesiones de prueba el sello dio el visto bueno al productor y a la banda, por lo que Street regresó a Dublín para comenzar a trabajar en el álbum debut del grupo, que se registraría definitivamente en los estudios Windmill Lane.
De las quince canciones que se grabaron, «Linger» fue en la que más presión tuvieron debido a que había una gran expectativa antes de que fuera lanzada ya que el demo fue el responsable de guerra de ofertas por parte de distintas compañías discográficas importantes. Fergal Lawler, el baterista, fue el que más presión tuvo debido a la complejidad del sonido de su instrumento. Tanto Hogan como Street recuerdan que la batería en «Linger» fue difícil de concretar. Para la microfonía de batería el enfoque de Street era bastante estándar para las grabaciones de principios de los 90. Mike Hogan utilizó plataformas en gran parte de su época para el bajo, mientras que las capas de guitarra de Noel Hogan fueron aún más complejas, para lo cual Stephen Street se basó en su experiencia en la producción. Noel Hogan usó Telecasters todo el tiempo y un pedal DOD Chorus.  The Cranberries aún trabajaban con un presupuesto limitado, por lo que la parte de guitarra acústica de «Linger» se grabó con el instrumento más cercano: una Yamaha barata propiedad de O'Riordan, siendo ella la encargada de ejecutar ese instrumento en las grabaciones del disco. En «Dreams», los coros masculinos que aparecen al final de la canción fueron acreditados a Mike Mahoney, novio de O'Riordan durante aquella época.
«Not Sorry» fue la única canción grabada en los estudios Surrey Sound, ubicados en Leatherhead, además de ser mezclada en ese lugar, mientras que el resto de los temas fueron mezclados en los estudios Maison Rouge en Fulham, al suroeste de Londres.
Finalmente, doce de las canciones serían incluidas en la edición original de Everybody Else Is Doing It, So Why Can't We? de las cuales nueve fueron escritas por Dolores O'Riordan y Noel Hogan y tres («Waltzing Back», «I Will Always», «How») fueron compuestas por O'Riordan en solitario.

## Estilo musical y temática
El sonido del álbum fue influenciado por bandas como The Smiths, The Cure y New Order, y en líneas generales ha sido clasificado en varios estilos, pasando por el rock alternativo, indie pop, rock celta, folk, jangle pop,post-punk y dream pop. «Dreams»," según The Michigan Daily «presentó al mundo el giro único de la banda en la tradición del rock celta»; «Linger» es una canción de rock alternativo y pop rock y que fue mencionada por el escritor Simon Vozick-Levinson como cercana al shoegaze, debido a los arreglos de cuerdas con varios efectos, misma descripción que ha recibido «I Still Do»,  mientras que «Sunday» ha sido llamada una canción de indie pop.
Al igual que en todos los trabajos posteriores, O'Riordan fue quien escogió el nombre del álbum, que en español significa Todos lo están haciendo, ¿por qué nosotros no? Según sus propias palabras el nombre surgió de su obstinada convicción de lograr el éxito: 

Elvis no siempre fue Elvis. Él no nació Elvis Presley, fue alguien que nació en un lugar al azar, no tenía nada  en particular, pero se convirtió en Elvis. Y Michael Jackson vino a la vida en un lugar cualquiera, y se convirtió en Michael Jackson y así sucesivamente. Así que pensé que ya que habíamos nacido en un lugar aleatorio, ¿por qué no podemos tener un enorme éxito también? Y creía que podíamos, pero la mayoría de la gente me decía: 'Estás completamente loca, no lo vas a lograr, no puedes ganar dinero con eso, ¡deberías dedicarte a hacer covers!'

Todas las letras del álbum fueron escritas por O'Riordan, las que están basadas en sus experiencias; en ellas retrató las relaciones románticas y de la manera en que las personas pueden amarse y lastimarse con intensidad: «I Still Do» relata el conflicto interno tras una ruptura, «How» habla sobre la traición mientras que «Not Sorry» lo hace sobre la rabia provocada por tal sentimiento, actuando como metáfora del despecho obsesivo. «Linger» trata de una decepción amorosa de O'Riordan cuando era una adolescente de 17 años, en donde un chico la rechazó delante de todos en una fiesta. «Dreams» es una de las pocas canciones que refleja un lado positivo del amor según palabras de la propia Dolores: «Escribí esta canción que trata sobre mi primer amor cuando vivía en Irlanda. Significa el cómo se siente estar realmente enamorada por primera vez». En «Pretty», algunos medios la han catalogado como «posiblemente feminista con un relato irónico de micromachismo» y «Put Me Down», que cierra el disco, habla de abusos psicológicos. En cuanto a «Sunday», es las pista que más interpretaciones ha tenido por parte de los medios; unos de ellos dedujo que habla de lo que produce el primer amor pasando por la pérdida de la virginidad, mientras que para otros como Pitchfork refleja la indecisión romántica a la vez que muestra las situaciones de ambos lados luego de un fracaso amoroso
La dirección de arte y el diseño del disco estuvo a cargo de Cally mientras que las fotografías fueron tomadas por Andy Earl y Valerie Phillips; la portada muestra un fondo negro delante del cual se ve a tres de los cuatro integrantes de The Cranberries sentados en un sillón; de derecha a izquierda se encuentran Noel Hogan, Mike Hogan y Dolores O'Riordan, mientras que Fergal Lawler está sentado en el suelo delante de los demás. El mismo sofá aparecería en la portada de su siguiente álbum No Need to Argue y también sería utilizado en el vídeo musical de la canción «Alright» (1995) de la banda británica de rock Supergrass.

## Publicación, rendimiento comercial y gira
El álbum fue publicado por Island a principios de marzo de 1993, que además de aparecer en casete y disco compacto también contó una edición en vinilo de 12". Tras ver la luz el larga duración pasó totalmente desapercibido; además, los dos sencillos que se lanzaron («Dreams» y «Linger») corrieron la misma suerte no ingresando en las listas de éxitos. Comenzaron una gira como cabezas de cartel por el Reino Unido e Irlanda durante los últimos cuatro meses de 1992 para promocionar el posterior lanzamiento del disco. En noviembre de 1992, actuaron en el emblemático Royal Albert Hall como teloneros de Mercury Rev y House of Love. Luego de esto la agrupación comenzó a tocar en clubes vacíos en el Reino Unido abriendo conciertos para otras bandas, situación que los terminó por deprimir.
Al poco tiempo Island los llamó diciéndoles que dejasen de tocar para que viajaran lo antes posible a Estados Unidos, la razón era que «Linger» comenzaba a sonar con fuerza en ese país y estaba recibiendo una alta rotación por parte de las radios universitarias. El primer concierto de The Cranberries en EE. UU. fue en Denver, abriendo para The The. Para sorpresa de los irlandeses, todos los asistentes conocían sus canciones. Continuaron abriendo shows para The The y Suede, pero en la mayoría de las oportunidades tenían una recepción mucho más positiva por parte del público en comparación con los grupos que encabezaban el espectáculo. El momento decisivo ocurrió cuando  a mitad de la gira se invirtió el orden y los Cranberries reemplazaron a Suede como cabeza de cartel. A fines de 1993, la banda realizó una extensa gira por Estados Unidos y a mediados de 1994 el tour estadounidense del grupo atrajo una asistencia de 10,000 a 13,500 personas por espectáculo. Para apoyar la promoción de su debut se publicó el videoálbum Live, el que contenía un concierto grabado el 14 de enero de 1994 en el Astoria 2 en Londres, Inglaterra.
El 17 de julio de 1993 el álbum logró ingresar en el Billboard 200, llegando a su máxima posición el 20 de noviembre de ese año al escalar hasta el puesto número 18, permaneciendo un total de 130 semanas en esa lista, además fue el 45avo álbum más vendido de 1994 en EE. UU. Para enero de 1999 había vendido más de cinco millones de copias en dicho país, siendo certificado por la RIAA con el quíntuple disco de platino. En Reino Unido, logró llegar al número uno en la lista de álbumes de esa nación, obteniendo el doble disco de platino tras vender más de 600,000 copias allí.
En su natal Irlanda llegó al puesto número uno; en Escocia número dos; en Alemania 18 y en Suecia 24. En Australia, su pico fue en la posición 16, despachando 70,000 unidades llegando al disco de platino; en la lista de álbumes de Canadá se posicionó en el 19 logrando ventas de 100,000 copias. Por la misma cifra obtendrían el disco de oro en Francia y México, mientras que en Nueva Zelanda lograría el puesto número nueve en donde sería certificado con el platino tras la venta de 15 mil ejemplares. Fue el 17.º disco más vendido en Reino Unido durante 1994 y el número 74 en 1995.
Una primera reedición remasterizada apareció en 2002 la que llevó por nombre The Complete Sessions 1991–1993, en la que se incluyeron lados-b y versiones remix, siendo también incluido en la caja recopilatoria Treasure Box (2002).
Durante 2018, tras el deceso de O'Riordan y para celebrar los 25 años de su publicación se lanzó una edición de lujo que incluyó  demos que habían aparecido en sus primeros EP además de las canciones de Uncertain, una presentación en directo en Cork Rock en junio de 1991 y sesiones de radio en RTÉ con Dave Fanning en 1991 y 1993 y con John Peel en la BBC Radio 1 en 1992.

## Sencillos
«Dreams», el primer sencillo del álbum, fue publicado el 29 de septiembre de 1992 y relanzado el 1 de abril de 1994 tras el éxito de «Linger». Su máxima posición la logró en Irlanda al alcanzar el puesto número nueve de la lista de sencillos de ese país; en Reino Unido llegó a la posición 27 y en Estados Unidos en la ubicación 42 del Billboard Hot 100. Tras el deceso de O'Riordan en 2018 la canción volvió a ingresar en las listas de éxitos de varios territorios, alcanzado su pico en el Hot Rock Songs de Billboard al llegar al número siete. El sencillo fue editado en diversos formatos físicos: Sencillo en CD, casete y vinilo de 7" y 12" además de un VHS, los cuales contenían los lados B «What You Were» y «Liar».
Se hicieros tres vídeos musicales de esta canción; el primero de ellos fue grabado con un presupuesto escaso en 1992 y fue dirigido por John Maybury. La segunda versión, cuya dirección estuvo a cargo de Peter Scammell, fue grabada en septiembre de 1992; muestra al grupo interpretando la canción en un ambiente acuático con temas con poca luz, intercalados con planos de flores geométricas que golpean el agua mientras que el tercer vídeo musical fue dirigido por Nico Soultanakis, siendo este el que más rotación tuvo en Estados Unidos.
En octubre de 2016 el grupo recibió un Premio BMI debido a que «Dreams» había alcanzado tres millones de reproducciones en la radio estadounidense.
«Linger» fue el segundo sencillo y además el más exitoso; lanzado el 23 de febrero de 1993 y reeditado un año después, el 17 de febrero de 1994. Su éxito en Estados Unidos en donde llegó al puesto ocho del Billboard Hot 100 le abrió las puertas para que triunfara en el resto del mundo, convirtiéndose en un enorme hit: número tres en Irlanda, cuatro en Canadá, seis en Islandia, ocho en Escocia y 14 en el Reino Unido. El deceso de O'Riordan a principios de 2018 causó que el tema lograse reingresar en el número 11 en Irlanda y el 47 en el Reino Unido. 
Los diversos formatos editados contenían 3 lados B: «Liar», «Reason» y «Them» y el sencillo fue certificado con el disco de oro por la RIAA en EE. UU. tras vender más de 500 000 copias, mientras que la Industria Fonográfica Británica en el Reino Unido le otorgó en disco de platino tras la venta de 600,000 ejemplares.
El vídeo musical fue grabado en octubre de 1993 siendo dirigido por Melodie McDaniel y está inspirado en  Alphaville, película de ciencia ficción de 1965 de Jean-Luc Godard.
La cadena VH1 ubicó a «Linger» en el puesto número 86 de su lista de las «90 grandes canciones de los '90».
«Sunday» fue publicado como sencillo promocional en Estados Unidos en 1993 antes de que Island Records decidiera optar por relanzar los dos primeros sencillos europeos de la banda. Pese a que se publicó un CD con una versión editada para la radio, el tema no ingresó en ninguna lista y tampoco se grabó un vídeo musical. También hubo planes de publicarlo a nivel mundial, pero la idea fue abortada debido a que el segundo álbum de la banda, No Need to Argue, iba a ser lanzado prontamente.

## Recepción de la crítica
En líneas generales, el álbum ha recibido críticas positivas: Ned Raggett de Allmusic le dio una calificación de cuatro estrellas y media de cinco; en su crítica elogió la manera de tocar de Noel Hogan, escribiendo que en aquel momento él era el centro de la banda: «echa un vistazo a los rápidos rasgueos y explosiones de 'Pretty' o la parte final de la encantadora 'Waltzing Back'», mientras que sobre Dolores mencionó que «ofrece una serie de reflexiones y consideraciones románticas líricamente (además de tocar perfectamente la guitarra acústica), y su habilidad vocal indiscutible se adapta perfectamente al material». Tom Sinclar de Entertainment Weekly lo llamó una «Sade con guitarras, haciendo que sea una propuesta bastante aterradora. Pero con el tiempo, la voz entrecortada de la cantante Dolores O'Riordan y las melodías sutiles de la banda comienzan a seducir». Los Angeles Times le dio 3 estrellas sobre cuatro, escribiendo en su crítica: «La deslumbrante voz de Dolores O'Riordan es el instrumento impulsor de este debut hermosamente subestimado, pintando imágenes crudas y vívidas de dolor y abnegación ejecutadas con una humildad confesional, como un himno», comparando la voz de O'Riodan con la de Joni Mitchell mientras que Robert Christgau de The Village Voice lo llamó «un álbum dream pop de techno-folk-rock», añadiendo que «O'Riordan inyecta ritmo espiritual, mientras que el productor Stephen Street lo engrasa comercialmente».
Las críticas en retrospectiva también han sido favorables; Slant Magazine le brindó cuatro estrellas de cinco, llamándolo un trabajo «lleno de canciones sucintas y bonitas sobre verdades atemporales y enamoradas» y que «el delicado acento brogue de la cantante Dolores O'Riordan es como el de una Sinéad O'Connor menos refinada, mientras que las guitarras de Noel Hogan tintinean y suenan como las de esa otra banda irlandesa más famosa». Eamon Sweeney, escribiendo para The Irish Times señaló que el disco capturó «lo mejor de una banda incipiente, refrescantemente libre de la grandilocuencia, la bravuconería y la aspereza de algunos de sus trabajos posteriores, y tejiendo hechizos sónicos suaves y sutiles [...] Everybody Else Is Doing It, So Why Can't We? sigue siendo un álbum debut notable.» destacando además que «la influencia de The Cranberries en la música moderna aún se extiende mucho más allá del pop y el indie rock, y seguimos subestimando cuán grandes e influyentes fueron en los EE.UU.» El sitio Jenesaispop lo calificó con un 9 de 10, destacando que «casi cada una de las canciones suenan frágiles y bucólicas, entre las guitarras a lo Johnny Marr y las oscuras tormentas irlandesas»; en tanto, Quinn Moreland de Pitchfork elogió la manera de escribir de O'Riordan: «Como compositora, O'Riordan prestó poca atención a la poética y, en cambio, se centró en preguntas firmes y recurrentes: '¿Cómo me siento ahora, qué hago a continuación, puedo aprender algo de esto?' [...] Cada asunto del corazón se trata como una mariposa clavada bajo un cristal, una entidad silenciosamente compleja que merece ser apreciada por el simple hecho de lograr existir una vez en este mundo cruel.»

## Lista de canciones
| Everybody Else Is Doing It, So Why Can't We? – Edición estándar |                  |                               |                |          |  |
| N.º                                                             | Título           | Escritor(es)                  | Productor      | Duración |  |
| 1.                                                              | «I Still Do»     | Dolores O'Riordan, Noel Hogan | Stephen Street | 3:16     |  |
| 2.                                                              | «Dreams»         | O'Riordan, Hogan              | Street         | 4:32     |  |
| 3.                                                              | «Sunday»         | O'Riordan, Hogan              | Street         | 3:30     |  |
| 4.                                                              | «Pretty»         | O'Riordan, Hogan              | Street         | 2:16     |  |
| 5.                                                              | «Waltzing Back»  | O'Riordan                     | Street         | 3:38     |  |
| 6.                                                              | «Not Sorry»      | O'Riordan, Hogan              | Street         | 4:20     |  |
| 7.                                                              | «Linger»         | O'Riordan, Hogan              | Street         | 4:34     |  |
| 8.                                                              | «Wanted»         | O'Riordan, Hogan              | Street         | 2:07     |  |
| 9.                                                              | «Still Can't...» | O'Riordan, Hogan              | Street         | 3:38     |  |
| 10.                                                             | «I Will Always»  | O'Riordan                     | Street         | 2:42     |  |
| 11.                                                             | «How»            | O'Riordan                     | Street         | 2:51     |  |
| 12.                                                             | «Put Me Down»    | O'Riordan, Hogan              | Street         | 3:33     |  |

| Everybody Else Is Doing It, So Why Can't We? (The Complete Sessions 1991–1993) – relanzamiento en 2002 |                                             |                  |                |          |  |
| N.º | Título                                      | Escritor(es)     | Productor      | Duración |  |
| 13. | «Reason»                                    | O'Riordan, Hogan | Street         | 2:02     |  |
| 14. | «Them»                                      | O'Riordan, Hogan | Pearse Gilmore | 3:42     |  |
| 15. | «What You Were»                             | O'Riordan        | Street         | 3:41     |  |
| 16. | «Liar»                                      | O'Riordan, Hogan | Street         | 2:22     |  |
| 17. | «Pretty» (remix) (from Prêt-à-Porter, 1994) | O'Riordan, Hogan | Street         | 3:41     |  |
| 18. | «How» (radical mix)                         | O'Riordan        | Street         | 2:58     |  |

| Everybody Else Is Doing It, So Why Can't We? (Super Deluxe) – relanzamiento en 2018 (disco 2) – Album out-takes |                              |           |          |  |
| N.º | Título                       | Productor | Duración |  |
| 1. | «Íosa»                       | Street    | 4:09     |  |
| 2. | «What You Were» (demo)       | Street    | 3:42     |  |
| 3. | «Linger» (Dave Bascombe mix) | Street    | 4:40     |  |
| 4. | «How» (alternate version)    | Street    | 2:52     |  |

| Single b-sides (disco 2) |                                             |           |          |  |
| N.º                      | Título                                      | Productor | Duración |  |
| 5.                       | «Liar»                                      | Street    | 2:24     |  |
| 6.                       | «What You Were»                             | Street    | 3:41     |  |
| 7.                       | «Reason»                                    | Street    | 2:02     |  |
| 8.                       | «How» (radical mix)                         | Street    | 2:58     |  |
| 9.                       | «Them»                                      | Street    | 3:42     |  |
| 10.                      | «Pretty» (remix) (from Prêt-à-Porter, 1994) | Street    | 3:41     |  |

| Debut EP (disco 2) |                       |                |          |  |
| N.º                | Título                | Productor      | Duración |  |
| 11.                | «Uncertain»           | Pearse Gilmore | 3:06     |  |
| 12.                | «Nothing Left at All» | Gilmore        | 3:54     |  |
| 13.                | «Pathetic Senses»     | Gilmore        | 3:36     |  |
| 14.                | «Them»                | Gilmore        | 3:44     |  |

| Early demos (disco 2) |                    |                 |          |  |
| N.º                   | Título             | Productor       | Duración |  |
| 15.                   | «Dreams» (unmixed) | Gilmore         | 4:06     |  |
| 16.                   | «Sunday»           | The Cranberries | 4:52     |  |
| 17.                   | «Linger»           | The Cranberries | 5:10     |  |
| 18.                   | «Chrome Paint»     | The Cranberries | 3:35     |  |
| 19.                   | «Fast One»         | The Cranberries | 3:32     |  |
| 20.                   | «Shine Down»       | The Cranberries | 4:12     |  |
| 21.                   | «Dreams» (pop mix) | The Cranberries | 4:08     |  |

| Everybody Else Is Doing It, So Why Can't We? (Super Deluxe) – 2018 relanzamiento (disco 3) – en directo desde Cork Rock (1 de junio de 1991) |               |          |  |
| N.º | Título        | Duración |  |
| 1. | «Put Me Down» | 2:55     |  |
| 2. | «Dreams»      | 4:10     |  |
| 3. | «Uncertain»   | 2:54     |  |

| En directo en Féile, Tipperary (31 de julio de 1994) (disco 3) |                                                        |          |  |
| N.º                                                            | Título                                                 | Duración |  |
| 4.                                                             | «Pretty»                                               | 2:37     |  |
| 5.                                                             | «Wanted»                                               | 2:08     |  |
| 6.                                                             | «Daffodil Lament»                                      | 4:40     |  |
| 7.                                                             | «Linger»                                               | 4:50     |  |
| 8.                                                             | «I Can't Be with You»                                  | 3:13     |  |
| 9.                                                             | «How»                                                  | 2:56     |  |
| 10.                                                            | «Ode to My Family»                                     | 4:53     |  |
| 11.                                                            | «Not Sorry»                                            | 3:55     |  |
| 12.                                                            | «Waltzing Back»                                        | 3:46     |  |
| 13.                                                            | «Dreams»                                               | 4:37     |  |
| 14.                                                            | «Ridiculous Thoughts»                                  | 4:32     |  |
| 15.                                                            | «Zombie»                                               | 5:23     |  |
| 16.                                                            | «(They Long to Be) Close to You» (cover de Carpenters) | 3:09     |  |

| Everybody Else Is Doing It, So Why Can't We? (Super Deluxe) – relanzamiento en 2018 (disco 4) – Dave Fanning, RTÉ Radio Session, 1991 |               |          |  |
| N.º | Título        | Duración |  |
| 1. | «Dreams»      | 4:11     |  |
| 2. | «Uncertain»   | 3:29     |  |
| 3. | «Reason»      | 1:58     |  |
| 4. | «Put Me Down» | 2:53     |  |

| John Peel, BBC Radio 1 Session, 1992 (disco 4) |                 |          |  |
| N.º                                            | Título          | Duración |  |
| 5.                                             | «Waltzing Back» | 3:34     |  |
| 6.                                             | «Linger»        | 3:25     |  |
| 7.                                             | «Wanted»        | 2:12     |  |
| 8.                                             | «I Will Always» | 2:41     |  |

| Dave Fanning, RTÉ Radio Session 1993 (disco 4) |                    |          |  |
| N.º                                            | Título             | Duración |  |
| 9.                                             | «The Icicle Melts» | 3:12     |  |
| 10.                                            | «Wanted»           | 2:03     |  |
| 11.                                            | «Like You Used To» | 2:34     |  |
| 12.                                            | «False»            | 2:28     |  |

## Posicionamiento en las listas
| País           | Lista (1994-1995)               | Puesto |
| -------------- | ------------------------------- | ------ |
| Alemania       | Offizielle Top 100              | 18     |
| Australia      | Australian ARIA Albums Chart    | 16     |
| Canadá         | Canada Top Albums/CDs           | 19     |
| Escocia        | Scottish Albums Charts          | 2      |
| Europa         | European Albums (Music & Media) | 14     |
| Irlanda        | Irish Albums (IFPI)             | 1      |
| Nueva Zelanda  | New Zealand Albums RMNZ         | 9      |
| Suecia         | Sverigetopplistan               | 24     |
| Reino Unido    | UK Albums Chart                 | 1      |
| Estados Unidos | US Billboard 200                | 18     |
| Estados Unidos | US Billboard Top Heatseekers    | 4      |

| País    | Lista (2001) | Puesto |
| ------- | ------------ | ------ |
| Francia | SNEP         | 146    |

| País    | Lista (2018)      | Puesto |
| ------- | ----------------- | ------ |
| Bélgica | Ultratop Wallonia | 113    |

| País           | Lista (1994)     | Puesto |
| -------------- | ---------------- | ------ |
| Reino Unido    | UK Albums Chart  | 17     |
| Estados Unidos | US Billboard 200 | 45     |

| País        | Lista (1995)             | Puesto |
| ----------- | ------------------------ | ------ |
| Australia   | Australian Albums (ARIA) | 50     |
| Reino Unido | UK Albums Chart          | 74     |

### Sucesión en listas
| Predecesor: Real Things de 2 Unlimited | UK Albums Chart — Álbum N.º 1 Everybody Else Is Doing It, So Why Can't We? 19 de junio de 1994 — 26 de junio de 1994 | Sucesor: Happy Nation de Ace of Base |

## Ventas y certificaciones
| País           | Organismo certificador | Certificación | Ventas  |
| -------------- | ---------------------- | ------------- | ------- |
| Australia      | ARIA                   | Platino       | 70 000  |
| Canadá         | Music Canada           | Platino       | 100 000 |
| Dinamarca      | IFPI Danmark           | Oro           | 10 000  |
| Francia        | SNEP                   | Oro           | 100 000 |
| Irlanda        | IFPI                   | 3X Platino    | 45 000  |
| México         | AMPROFON               | Oro           | 100 000 |
| Nueva Zelanda  | RMNZ                   | Platino       | 15 000  |
| Reino Unido    | BPI                    | 2x Platino    | 600 000 |
| Estados Unidos | RIAA                   | 5x Platino    | 5 000   |

## Créditos
| The Cranberries - Dolores O'Riordan - voz principal, coros, guitarra acústica - Noel Hogan - guitarra eléctrica - Mike Hogan - bajo - Fergal Lawler - batería, percusión Músicos adicionales - Mike Mahoney - voces adicionales en «Dreams» - Duke Quartet - cuarteto de cuerdas | Técnicos - Stephen Street - producción, ingeniero de sonido - Aiden McGovern - ingeniero de sonido Diseño - Cally - dirección de arte, diseño - Andy Earl - fotografía - Valerie Phillips - fotografía |